# 블라이아 원자력 발전소

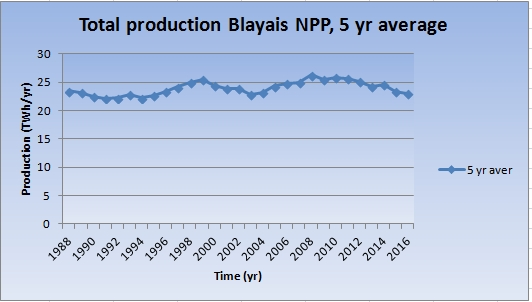
블라이아 원자력 발전소 생산량, 5년 평균 (TWh/yr)

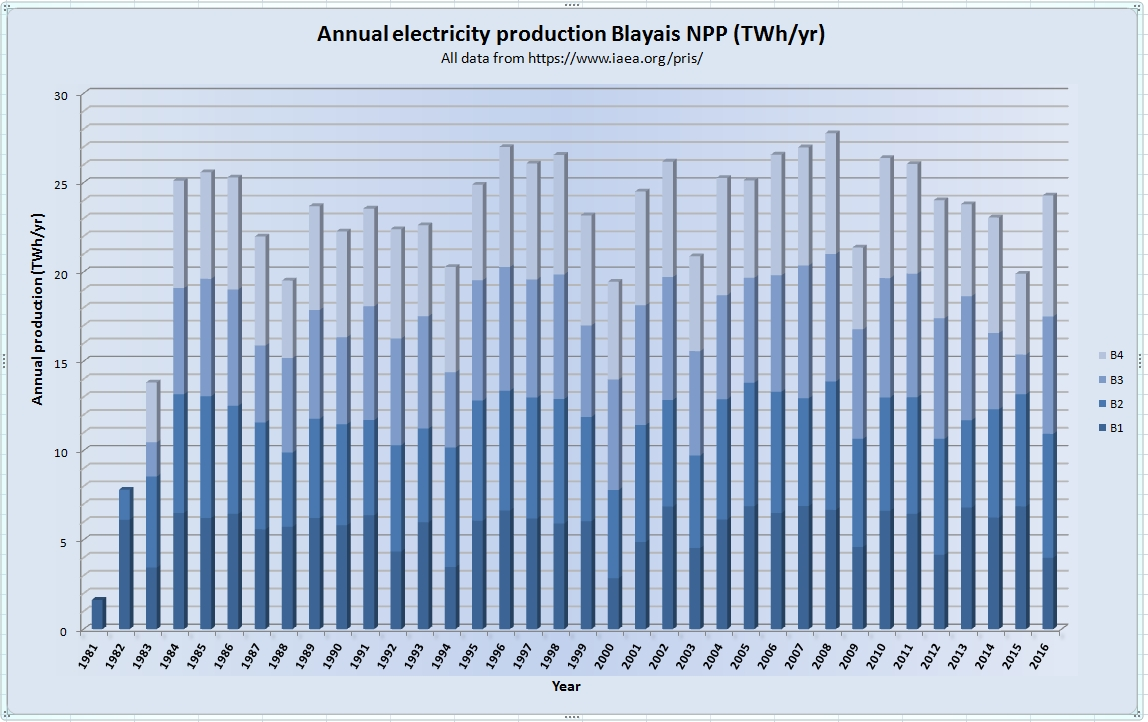
블라이아 원자력 발전소 생산량 1981-2016 (IAEA PRIS 데이터 기반)

블라이아 원자력 발전소(영어: Blayais Nuclear Power Plant)는 프랑스 전력공사에서 운영하며 블라이 근처 지롱드강 강변에 위치한 원자력 발전소이다.

## 설명
이 발전소는 4개의 가압수형 원자로를 가지고 있으며, 각 원자로는 총 951MW, 순 910MW를 생산한다. 이 원자로들은 1981년부터 1983년 사이에 가동을 시작했다. 이 발전소에는 1200명의 EDF 직원과 350명의 정규직 직원이 근무한다.
4개의 원자로는 연간 약 25TWh를 생산하는데, 이는 프랑스 전체 전력 소비량(2015년: 476 TWh)의 약 5%에 해당한다. 가동을 시작한 이래로 블라이아 원자력 발전소는 800TWh 이상을 생산했다.
원자력 안전청(ASN)은 2016년 연례 보고서에서, "블라이아 원자력 발전소의 핵 안전 및 환경 보호 성능이 전반적으로 ASN의 EDF 종합 평가와 일치하며, 방사선 방호 성능이 긍정적으로 두드러진다"고 평가했지만, "원자로 가동 중단 시 발생하는 핵 폐기물에 대한 보다 효과적인 관리가 필요하다"고 요청했다.

## 주요 사건

### 1999년 홍수
1999년 12월 27일 저녁, 밀물과 강풍의 조합으로 발전소의 방조제가 무너지면서 발전소 일부가 침수되는 사건이 발생했다. 이 사건으로 발전소의 외부 전력 공급이 중단되고 여러 안전 관련 비상 시스템이 고장 나면서 국제 원자력 사고 등급 2등급 사고로 이어졌다.
당시 1, 2, 4호기는 최대 출력으로 가동 중이었고, 3호기는 재급유를 위해 가동이 중단된 상태였다. 1, 2호기 가동은 여러 급수 펌프 및 배전반의 침수 피해로 영향을 받았고, 4개 호기 모두 225kV 전원 공급을 잃었으며, 2, 4호기는 400kV 전원 공급도 잃었다. 400kV 공급이 복구될 때까지 비상 디젤 발전기가 2, 4호기에 전력을 공급하기 위해 사용되었다. 며칠 동안 침수된 건물에서 약 90,000 m3 (3,200,000 cu ft)의 물이 펌프질되었다.
1월 5일, 지역 신문인 Sud-Ouest는 반론 없이 "대형 사고에 매우 근접"이라는 헤드라인을 실으며, 재앙이 간발의 차로 피했다고 설명했다.
이 홍수는 원자력 발전소의 홍수 위험 평가와 취해지는 예방 조치에 근본적인 변화를 가져왔다.
독일에서는 이 홍수로 인해 독일 연방 환경, 자연 보호 및 원자력 안전부가 독일 원자력 발전소에 대한 평가를 명령했다.

## 반대

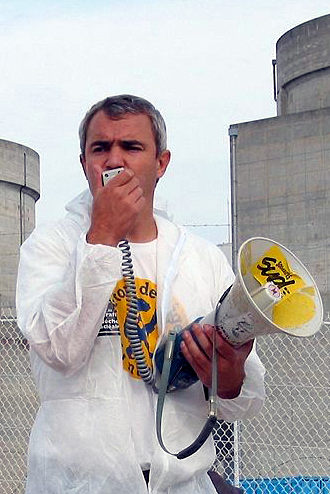
블라이아 원자력 발전소 앞에서 스테판 롬

블라이아 발전소의 계속적인 운영은 1999년 12월 15일 스테판 롬이 결성한 지역 반핵 운동 단체 '체르노블라이(TchernoBlaye)'에 의해 반대되고 있다. 이 이름은 체르노빌의 프랑스어 철자와 가장 가까운 도시인 블라이의 혼성어이다.